# Толстолуцкий, Григорий Григорьевич
Григорий Григорьевич Толстолуцкий (1914—2006) — военный инженер, участник Великой Отечественной войны, начальник связи ВМФ, лауреат Государственной премии СССР, заслуженный машиностроитель РСФСР, почётный академик Российской Академии естественных наук, вице-адмирал.

## Биография
Григорий Григорьевич Толстолуцкий родился 4 февраля 1914 года в станице Табуевская (ныне — город Морозовск Ростовской области).
В 1931 году по комсомольской путёвке поступил в Высшего военно-морского инженерного училища имени т. Дзержинского, с 1932 года проходил обучение в отдельной школе для подготовки начальствующего состава связи, которая была образована при училище (впоследствии преобразованная в Высшее военно-морское училище радиоэлектроники имени А. С. Попова).
В 1936 году, окончив училище с отличием, был назначен помощником флагманского связиста 3-й бригады подводных лодок Балтийского флота.
С 1938 года — помощник начальника отдела Управления связи Военно-морского флота.
В 1939 году зачислен слушателем Военно-морской академии.
6 июля 1941 года со второго курса Академии по личной просьбе был отправлен на действующий флот. Во время Великой Отечественной войны проходил службу в должностях флагманского связиста Чудской флотилии, начальника связи Иокангской Военно-морской базы, флагманского связиста конвоев.
После Победы продолжил обучение в Военно-морской Академии.
С 1948 по 1949 годы — флагманский связист эскадры кораблей Северного флота, с 1949 года — начальник связи Северного флота.
В 1952 году был назначен заместителем начальника, а с 1955-го по 1976 год являлся начальником связи Военно-морского флота.
Г. Г. Толстолуцкий возглавлял разработку теории и практики боевого использования новых средств и комплексов систем связи, руководил созданием глобальной системы связи «Глобус», резервной системы связи «Комета» и космической системы связи «Парус».
Вице-адмирал Г. Г. Толстолуцкий являлся почётным академиком Российской Академии естественных наук.
В 1976 году, после окончания службы в Военно-морском флоте, Толстолуцкий был назначен заместителем Председателя научно-технического совета Министерства промышленности средств связи, избран в учёный совет Института радиотехники и электроники Академии наук СССР, в Президиум Всесоюзного научно-технического общества радиотехники и электроники.
В 1975 году Григорий Григорьевич Толстолуцкий был удостоен Государственной премии СССР.
В 1984 году ему было присвоено звание «Заслуженный машиностроитель РСФСР».
Умер 9 января 2006 года. Похоронен на Троекуровском кладбище.

## Награды
- Орден Ленина (1956)
- Орден Красного Знамени (1951)
- Два ордена Трудового Красного Знамени (1951)
- Два ордена Отечественной войны 1 степени (1985) и 2-й степени (1943)
- Четыре ордена Красной Звезды
- Орден Дружбы народов (1981)
- Медали
- Заслуженный машиностроитель РСФСР
- Почётный радист СССР
- Именное оружие (1964)
- Орден «9 сентября 1944 года» (Болгария).